# Замок Прадо
Замок Пра́до (англ. Prudhoe Castle) — замок на севере Англии в графстве Нортамберленд на южном берегу реки Тайн.

## История замка

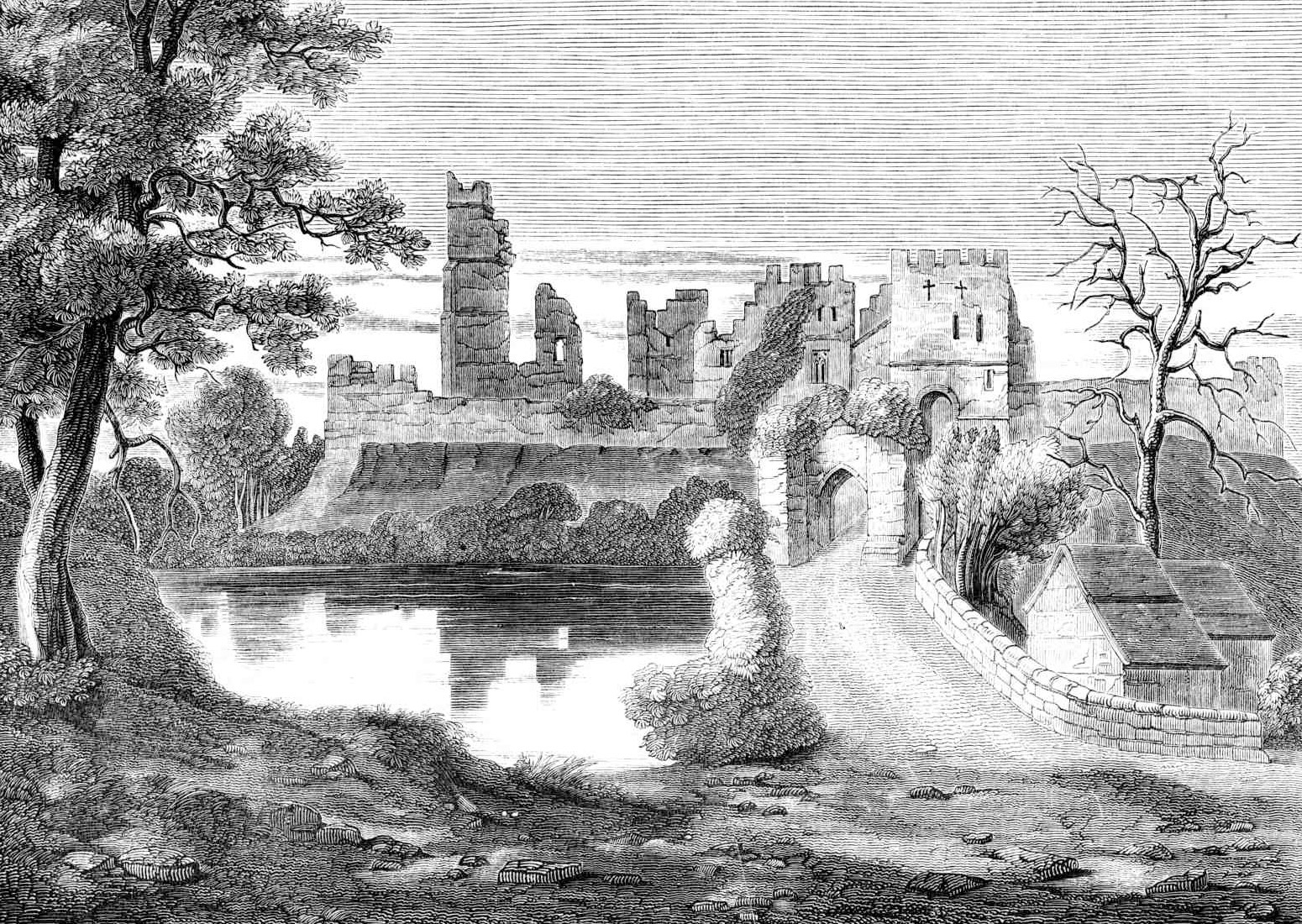
Прадо на гравюре XIX в.

### Умфравили
В 1100 г. король Генрих I даровал Роберту де Умфравилю баронство Прадо. В 1145 г. ему наследовал сын Одинель, которого сменил сын того же имени построивший в 1161—1182 гг. на месте древнего укрепления каменный замок. Одинель присягнул на верность английскому королю Генриху II, в результате чего Вильгельм Лев дважды осаждал Прадо в 1173 и 1174 гг. — оба раза безуспешно. В конечном итоге Одинель и его войско пленили шотландского короля неподалёку от Алника, где Вильгельм был вынужден подписать Фалезское соглашение, признавая таким образом Генриха как правителя Шотландии.

### Перси, графы Нортамберлендские
В 1381 г. Гилберт, 3-й барон Прадо, умер не оставив наследника. Род д‘Амфревиллей прервался. Вдова Гилберта вышла замуж за Генри Перси, графа Нортамберлендского. После её смерти в 1398 г. замок полностью перешел в собственность семьи Перси.
В 1405 г. Генрих IV осадил и завоевал Прадо, который разделил таким образом судьбу замков Варкворт и Алник. Семье Перси удалось вернуть замок лишь спустя 65 лет. В течение последующих столетий Прадо постепенно пришел в запустение; многие его части обвалились. В 1808—1818 гг. Хью Перси, 2-й герцог Нортамберлендский, частично отреставрировал замок, восстановив внешнюю стену и главную башню.